# الشريج (طور الباحه)

تعديل مصدري - تعديل

الشريـج هي إحدى قرى عزلة طور الباحــة بمديرية طور الباحة التابعة لمحافظة لحج، بلغ تعداد سكانها 179 نسمة حسب تعداد اليمن لعام 2004.